# Distributismo

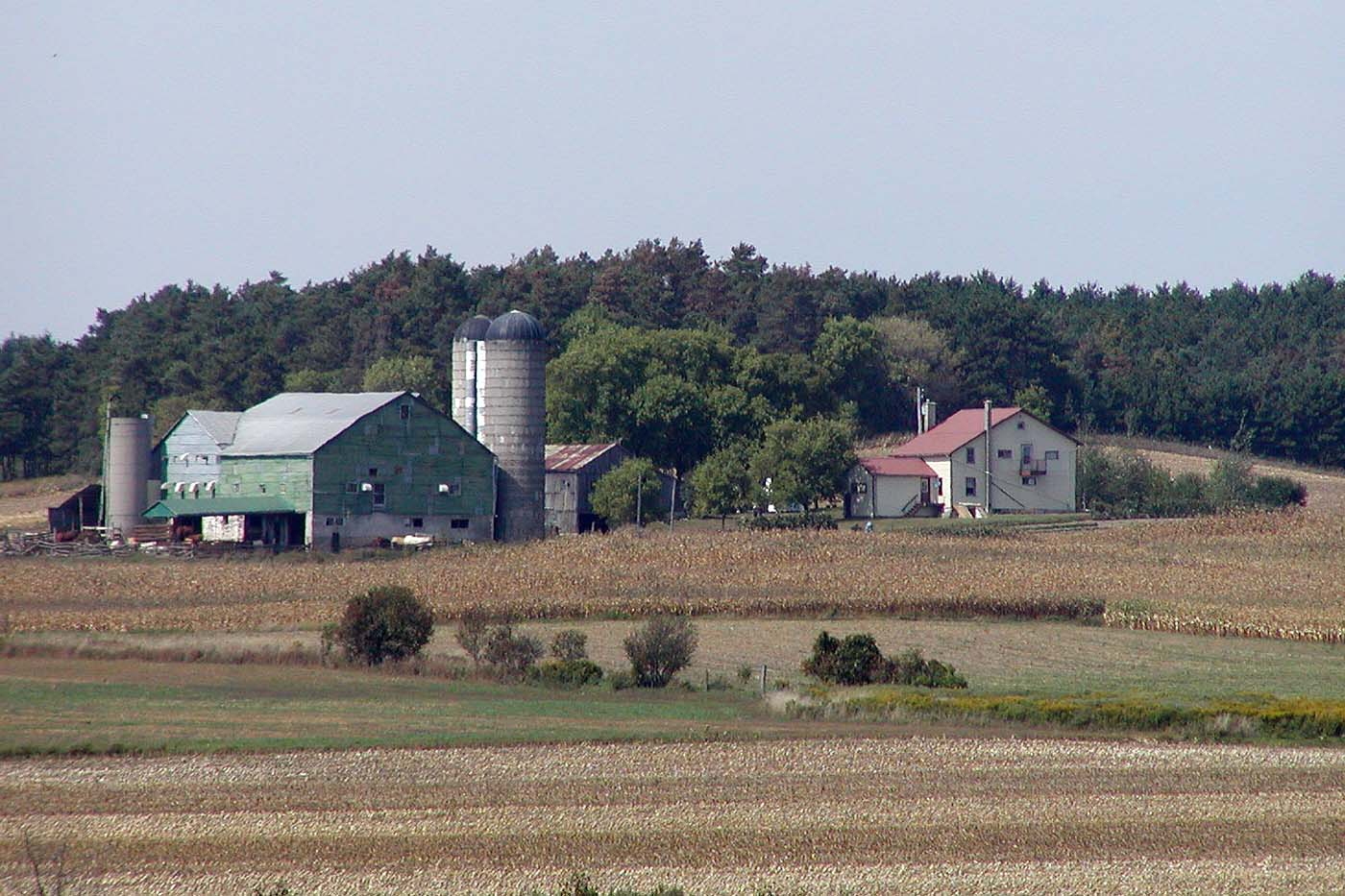
Granja distributista de Ontario fundada bajo los criterios distributistas.

El distributismo también conocido como distribucionismo es un sistema económico basado en la doctrina social de la Iglesia católica, primero articulada por el papa León XIII en su encíclica Rerum Novarum del año 1891 y más extensamente explicada por el papa Pío XI en su encíclica Quadragesimo Anno de 1931. Los pensadores G. K. Chesterton y Hilaire Belloc y el reverendo Vincent McNabb, creadores de la Liga Distributista, aplicaron estos principios de justicia social en sus obras sobre la tercera vía económica, diferente al socialismo y al capitalismo.
De acuerdo con el distributismo, para mejorar las condiciones de vida de las clases inferiores, resulta necesario el mantenimiento de la propiedad privada. En palabras del propio papa León XIII en el punto número 11 de su carta encíclica Rerum Novarum:
"Por lo tanto, cuando se plantea el problema de mejorar la condición de las clases inferiores, se ha de tener como fundamental el principio de que la propiedad privada ha de conservarse inviolable".
De acuerdo con el distributismo, la propiedad privada sobre los medios de producción debería estar distribuida lo más ampliamente posible entre la población. Un resumen sobre el distributismo se encuentra en una declaración de G. K. Chesterton: «Demasiado capitalismo no quiere decir muchos capitalistas, sino muy pocos capitalistas». El remedio al problema de la desigualdad social sería la extensión y generalización de la propiedad privada. Frente a la propuesta utópica de Tomás Moro y su apología de la propiedad colectiva y la consiguiente supresión de la privada la propuesta distributista chestertoniana asevera que la extensión de la propiedad privada, junto con las instituciones intermedias, no sólo evita las desigualdades sino que constituye una garantía de la libertad individual.

## Principios
Esencialmente, el distributismo se distingue por su promoción de la distribución de los bienes. Sostiene que, mientras que el socialismo no permite a las personas la propiedad de bienes de producción (todos están bajo el control del Estado, la comunidad, o de los trabajadores), y mientras que el capitalismo permite sólo a unos pocos la propiedad de estos, al contrario, el distributismo trata de asegurar que la mayoría de las personas se conviertan en los propietarios de propiedad productiva mediante el ahorro e inversión de parte de su salario. Según Hilaire Belloc, el Estado de distribución (es decir, el Estado que ha aplicado el distributismo) contiene «una aglomeración de familias de diversos niveles de riqueza, pero, con mucho, el mayor número de propietarios de los medios de producción». Esto hace más amplia la distribución. No se extenderá a todos los bienes, sino sólo a los bienes productivos, es decir, que los bienes que producen riqueza, es decir, las cosas que necesita el hombre para sobrevivir. Incluye la tierra, herramientas, etcétera.
A menudo se ha descrito como una tercera vía de orden económico, además de socialismo y capitalismo. Sin embargo, algunos lo han visto más como una aspiración, que ha sido realizada con algún éxito en el corto plazo por el compromiso con los principios de subsidiariedad y la solidaridad del cooperativismo (que se construye en estas cooperativas locales financieramente independientes, uniendo propiedad privada y mercado con trabajo colaborativo e igualdad de decisión).

## Historia
Mientras que las encíclicas papales eran un punto de partida, Belloc y Chesterton se basaron mucho en sus sugerencias sobre qué cambiar hoy día analizando lo que funcionó en el Medioevo antes del desarrollo de la filosofía capitalista fuera articulada por primera vez por Jean Quidort en la teoría de «homo oeconomicus» en De potestate regia et papali. La articulación de las ideas del distributismo se basaron en las enseñanzas papales de los siglos XIX y XX, comenzando con el papa León XIII y su encíclica Rerum Novarum. En Estados Unidos, corriendo los años 30 del siglo XX, el distributismo fue tratado en numerosos ensayos por Chesterton, Belloc y otros en The American Review, publicada y editada por Seward Collins. El distributismo fue después adoptado por el Movimiento del Trabajador Católico, en conjunto con el pensamiento de Dorothy Day y Peter Maurin concerniendo a comunidades independientes y localizadas. Dorothy lo describió en esta forma: «La meta del distributismo es la propiedad familiar de tierra, talleres, tiendas, transportes, comercios, profesiones, y así más. Propiedad familiar es el medio de producción tan ampliamente distribuido como para ser la marca de la vida económica de la comunidad — este es el deseo de la distribución. Es también el deseo del mundo» (El Trabajador Católico, junio de 1948).

## Propiedad privada
En este sistema, la mayoría de la gente podría ganarse una forma de vivir sin tener que depender del uso de la propiedad por otros. El ejemplo de gente ganándose la vida de esta manera serían los granjeros que son propietarios de sus propias tierras y las maquinarias para explotarla. La idea es reconocer que esta propiedad y equipo pueda ser de propiedad de una comunidad local más grande que una familia, por ejemplo, socios en un negocio.

## Teoría geopolítica

### Orden político
El distributismo no favorece un sistema político sobre otro (accidentalismo político). Tampoco apoya necesariamente al anarquismo, aunque algunos distributistas, como Dorothy Day, eran anarquistas; de la misma manera que sucede con teorías del pensamiento político anarco-monarquistas que, aunque pueda parecer en sí misma una contradicción, no resulta así. El distributismo no apoya un orden político hacia el extremo individualismo o estatismo.

### Partidos políticos
El distributismo no se afilia con ningún partido político con representación parlamentaria en el Estado español, pero sirve de base para las propuestas de partidos minoritarios como la Comunión Tradicionalista Carlista. En Inglaterra también hay algunos partidos políticos que exponen ideas distributistas, siguiendo la línea de Jacob Rees Mogg.  El Partido de Solidaridad Estadounidense es un partido político en los Estados Unidos que respalda el distributismo.

### Think Tanks
El distributismo ha conseguido cierta notoriedad en España gracias a las propuestas y publicaciones realizadas por el Think Tank Chesterton, dirigido por Álvaro Guzmán Galindo y que editó el libro "Las exigencias de la Doctrina Social de la Iglesia: El ejemplo de Chesterton" escrito por Francisco Jesús Carballo

## Implicaciones

### E.F. Schumacher
El distributismo es conocido por haber tenido una gran influencia sobre el economista E. F. Schumacher, autor del libro Lo pequeño es bello sobre economía en red, quien se convirtiera al catolicismo.

### Corporación Mondragon
La Corporación Mondragon, instalada en el País Vasco (España) fue fundada en 1958 por el sacerdote católico José María Arizmendiarrieta, influenciado por la Doctrina social de la Iglesia que inspiró a Belloc, Chesterton, el Padre Vincent McNabb, y los otros fundadores del distributismo. Fue también influido y influyente en el Movimiento cooperativo vasco.

## Textos fundamentales

### Encíclicas papales
- Rerum Novarum (1891), León XIII
- Quadragesimo Anno (1931), Pío XI
- Centesimus Annus (1991), Juan Pablo II

### Otros
- What's Wrong with the World (1910) por G. K. Chesterton
- The Outline of Sanity (1927) por G. K. Chesterton
- The Servile State (1912) por Hilaire Belloc

## Pensadores
- Hilaire Belloc
- Cecil Chesterton
- G. K. Chesterton
- Dorothy Day
- Eric Gill
- Padre Vincent McNabb O.P.
- Arthur Penty
- Peter Maurin
- E. F. Schumacher
- J. R. R. Tolkien
- Juan Manuel de Prada